# Eleonora Kastilská (1307–1359)
Eleonora Kastilská (1307–1359) byla v letech 1329 až 1336 jako druhá manželka krále Alfonse IV. aragonskou královnou.

## Zasnoubení
Eleonora se narodila jako nejstarší potomek krále Ferdinanda IV. Kastilského a jeho manželky Konstancie Portugalské. Ve čtyřech letech byla Eleonora zasnoubena s Jakubem, nejstarším synem a dědicem krále Jakuba II. Aragonského, prostřednictvím dohod uzavřených na zasedání v Calatayudu v roce 1311 mezi Ferdinandem IV. Kastilským a Jakubem II. Aragonským. Tou dobou byl uzavřen také sňatek mezi Marií, dcerou Jakuba II., a Petrem, bratrem Ferdinanda IV. Krátce poté byla Eleonora poslána k aragonskému dvoru, aby zde vyrůstala jako budoucí královna. Když jí bylo pět let, v září 1312 její otec Ferdinand IV. zemřel. O rok později, v listopadu 1313, zemřela i královna Konstancie. Jménem Eleonořina nezletilého bratra Alfonse XI. vládla babička Marie z Moliny.
Mladý Jakub, navzdory zasnoubení s Eleonorou, vyjádřil svou touhu vzdát se práva na trůn a vstoupit do kláštera. Papež Jan XXII. zasáhl, aby Jakubovi připomněl jeho povinnosti. Vzhledem k této situaci podepsali král Jakub II. a jeho syn, jejichž vztahy byly napjaté kvůli synově neochotě plnit své povinnosti, v říjnu 1319 v předvečer svatebního obřadu dokument, v němž mladý Jakub slíbil, že se ožení. Později, v rozhovoru mezi otcem a synem, oba souhlasili, že by mladý Jakub mohl být přítomen pouze u svatební mše ve městě Gandesa, zůstala však nezodpovězena otázka, zda by mělo být manželství, vzhledem k Jakubovu odporu, naplněno.

## Neúspěšné svazky
Sňatek mezi Jakubem Aragonským a Eleonorou Kastilskou byl uzavřen 18. října 1319. Jakub podle kronikářů při obřadu odmítl dát polibek míru, a tak to musel udělat Jakub II. Po obřadu vedeném arcibiskupem z Tarragony ženich opět otci vyjádřil svou touhu vzdát se práva na trůn a vstoupit do kláštera. Po svatebním ceremoniálu a po debatě s otcem prchl Jakub v prosinci 1319 koňmo do kláštera San Francisco v Tarragoně. Vzdal se manželky i svých práv na trůn. V klášteře Santo Domingo okamžitě přijal roucho maltézských rytířů.
Alfons, mladší syn krále Jakuba II., byl prohlášen následníkem trůnu. Odmítnutí Eleonory mohlo způsobit vážné diplomatické problémy mezi kastilským a aragonským dvorem. Král Jakub II. informoval Eleonořinu babičku, královnu Marii, o své lítosti nad synovými činy, jež pro něj byly nepochopitelné. Jaro 1320 strávila Eleonora ve městě Tortosa. Během jejího pobytu si Jakub II. a Alfons uvědomili, že chce mladý Jakub získat zpět svou ženu i právo na trůn, jeho otec však spiknutí zmařil.
Poté Eleonora žila v Zaragoze, Calatayudu a Atece, odkud ji nějací bohatí muži převezli zpět do království Kastilie a Leónu. Ve své domovině Eleonora odešla do kláštera Las Huelgas, závoj však nikdy nepřijala. Na začátku roku 1325 o ní anglický král Eduard II. uvažoval jako o manželce pro svého nejstaršího syna Eduarda a 6. února 1325 poslal své zástupce, aby sjednali podmínky svatby. Sňatek se však neuskutečnil.

## Manželství
V lednu 1329 proběhlo v Ágredě zasnoubení mezi Eleonorou a králem Alfonsem IV. Aragonským, sňatek se uskutečnil o měsíc později, 5. února, v kostele San Miguel v Tarazoně. Obřadu se zúčastnil král Alfons XI. Kastilský a potomci Jakuba II. Aragonského, Marie, Jan, Petr a Ramon Berenguer. Alfons IV. dal své nové manželce město Huesca a okolní vesnice a hrady patřící aragonské koruně. Toto manželství zlepšilo vztahy mezi Kastilií a Aragonií v obnoveném spojenectví vytvořeném s cílem znovu získat Granadu. Aragonské království porušilo několik manželských dohod, vrátilo do Kastilie několik princezen poté, co přerušilo závazky, a tento sňatek tuto praxi přerušil.
Eleonora se v Aragonii stala rušivým elementem, plánovala prosazovat zájmy svých synů na úkor nevlastního syna Petra, narozeného z Alfonsova prvního manželství s Terezou z Entença, hraběnkou z Urgellu, která zemřela v roce 1327. Přesvědčila svého manžela, aby jejich společným dětem, Ferdinandovi a Janovi, přidělil významná území. Alfons IV. byl velkorysý a 28. prosince 1329 dal Ferdinandovi markrabství Tortosa a města Albarracín, Orihuela, Callosa, Guardamar, Alicante, Monforte, Elda, La Mola, Novelda a Aspe. Eleonořin mladší syn Jan také obdržel několik panství: Elche, Biel a Bolsu.
Tyto Alfonsovy dary zmenšily územní dědictví koruny a ovlivnily hlavně Petra, čímž vyvolaly u aragonského dvora pocity rozhořčení. Proto byla šlechta rozdělena do dvou táborů. Jedním byli příznivci královny Eleonory a jejích synů, druhým příznivci Petra a jeho sourozenců. Když král daroval synu Ferdinandovi města Xàtiva, Alzira, Sagunto, Morella, Borriana a Castellón de la Plana, všechna ve valencijském království, místní poddaní protestovali, a proto se král rozhodl tyto poslední dary odvolat.

## Vdovství
Král Alfons IV. Aragonský zemřel 24. ledna 1336 v Barceloně. Eleonora poté spolu se svými syny prchla do Kastilie. Bála se totiž nového krále Petra IV. Aragonského, který byl rozzlobený na svou nevlastní matku a nevlastní bratry, kvůli kterým trpěl útlaky.
Ve své poslední vůli, napsané v klášteře Poblet v srpnu 1333, Alfons IV. své druhé manželce odkázal všechny její šperky a města, která jí dal ke svatbě, zatímco jejich nejstarší syn Ferdinand zdědil markrabství Tortosa a Albarracín. Při útěku do Kastilie s sebou Eleonora vzala velké množství zlata, stříbra a šperků. Král Petr IV. se snažil jim útěku zabránit. Nejdříve nový král zabavil Eleonořiny příjmy a stíhal jejího ochránce Pedra de Ejéricu, ale v roce 1338 jí a jejím synům potvrdil vlastnictví jejich panství, nechtěl si totiž znepřátelit Kastilii v době, kdy byl celý Pyrenejský poloostrov ohrožen novou maurskou invazí.
V Kastilii Eleonora pokračovala ve svém rozvratném chování, tentokrát proti svému synovci, králi Petrovi I. Její mladší syn Jan byl 12. června 1358 na příkaz svého bratrance zavražděn a o rok později byla na synovcův příkaz zavražděna na hradě Castrojeriz i Eleonora. O čtyři roky později, v roce 1363, byl její syn Ferdinand v Burrianě na příkaz svého nevlastního bratra Petra IV. zavražděn.

## Vývod z předků
|                    |                          |  |                        |                                                                 |  |  |  |  |  |  |  | Ferdinand III. Kastilský |
|                    |                          |  |                        |                                                                 |  |  |  |  |  |  |  |                          |
|                    | Alfons X. Kastilský      |  |                        |                                                                 |  |  |  |  |  |  |  |                          |
|                    |                          |  |                        |                                                                 |  |  |  |  |  |  |  |                          |
|                    |                          |  |                        | Alžběta Štaufská                                                |  |  |  |  |  |  |  |                          |
|                    |                          |  |                        |                                                                 |  |  |  |  |  |  |  |                          |
|                    | Sancho IV. Kastilský     |  |                        |                                                                 |  |  |  |  |  |  |  |                          |
|                    |                          |  |                        |                                                                 |  |  |  |  |  |  |  |                          |
|                    |                          |  |                        | Jakub I. Aragonský                                              |  |  |  |  |  |  |  |                          |
|                    |                          |  |                        |                                                                 |  |  |  |  |  |  |  |                          |
|                    | Violanta Aragonská       |  |                        |                                                                 |  |  |  |  |  |  |  |                          |
|                    |                          |  |                        |                                                                 |  |  |  |  |  |  |  |                          |
|                    |                          |  |                        | Jolanda Uherská                                                 |  |  |  |  |  |  |  |                          |
|                    |                          |  |                        |                                                                 |  |  |  |  |  |  |  |                          |
|                    | Ferdinand IV. Kastilský  |  |                        |                                                                 |  |  |  |  |  |  |  |                          |
|                    |                          |  |                        |                                                                 |  |  |  |  |  |  |  |                          |
|                    |                          |  |                        | Alfons IX. Leónský                                              |  |  |  |  |  |  |  |                          |
|                    |                          |  |                        |                                                                 |  |  |  |  |  |  |  |                          |
|                    | Alfons z Moliny          |  |                        |                                                                 |  |  |  |  |  |  |  |                          |
|                    |                          |  |                        |                                                                 |  |  |  |  |  |  |  |                          |
|                    |                          |  |                        | Berenguela Kastilská                                            |  |  |  |  |  |  |  |                          |
|                    |                          |  |                        |                                                                 |  |  |  |  |  |  |  |                          |
|                    | Marie z Moliny           |  |                        |                                                                 |  |  |  |  |  |  |  |                          |
|                    |                          |  |                        |                                                                 |  |  |  |  |  |  |  |                          |
|                    |                          |  |                        | Afonso Telo de Meneses, Senhor de Menezes, Señor de Montealegre |  |  |  |  |  |  |  |                          |
|                    |                          |  |                        |                                                                 |  |  |  |  |  |  |  |                          |
|                    | Mayor Alfonso de Meneses |  |                        |                                                                 |  |  |  |  |  |  |  |                          |
|                    |                          |  |                        |                                                                 |  |  |  |  |  |  |  |                          |
|                    |                          |  |                        | María Yáñez de Limia                                            |  |  |  |  |  |  |  |                          |
|                    |                          |  |                        |                                                                 |  |  |  |  |  |  |  |                          |
| Eleonora Kastilská |                          |  |                        |                                                                 |  |  |  |  |  |  |  |                          |
|                    |                          |  |                        |                                                                 |  |  |  |  |  |  |  |                          |
|                    |                          |  | Alfons II. Portugalský |                                                                 |  |  |  |  |  |  |  |                          |
|                    |                          |  |                        |                                                                 |  |  |  |  |  |  |  |                          |
|                    | Alfons III. Portugalský  |  |                        |                                                                 |  |  |  |  |  |  |  |                          |
|                    |                          |  |                        |                                                                 |  |  |  |  |  |  |  |                          |
|                    |                          |  |                        | Urraca Kastilská                                                |  |  |  |  |  |  |  |                          |
|                    |                          |  |                        |                                                                 |  |  |  |  |  |  |  |                          |
|                    | Dinis I. Portugalský     |  |                        |                                                                 |  |  |  |  |  |  |  |                          |
|                    |                          |  |                        |                                                                 |  |  |  |  |  |  |  |                          |
|                    |                          |  |                        | Alfons X. Kastilský                                             |  |  |  |  |  |  |  |                          |
|                    |                          |  |                        |                                                                 |  |  |  |  |  |  |  |                          |
|                    | Beatrix Kastilská        |  |                        |                                                                 |  |  |  |  |  |  |  |                          |
|                    |                          |  |                        |                                                                 |  |  |  |  |  |  |  |                          |
|                    |                          |  |                        | Mayor Guillén de Guzmán                                         |  |  |  |  |  |  |  |                          |
|                    |                          |  |                        |                                                                 |  |  |  |  |  |  |  |                          |
|                    | Konstancie Portugalská   |  |                        |                                                                 |  |  |  |  |  |  |  |                          |
|                    |                          |  |                        |                                                                 |  |  |  |  |  |  |  |                          |
|                    |                          |  |                        | Jakub I. Aragonský                                              |  |  |  |  |  |  |  |                          |
|                    |                          |  |                        |                                                                 |  |  |  |  |  |  |  |                          |
|                    | Petr III. Aragonský      |  |                        |                                                                 |  |  |  |  |  |  |  |                          |
|                    |                          |  |                        |                                                                 |  |  |  |  |  |  |  |                          |
|                    |                          |  |                        | Jolanda Uherská                                                 |  |  |  |  |  |  |  |                          |
|                    |                          |  |                        |                                                                 |  |  |  |  |  |  |  |                          |
|                    | Alžběta Portugalská      |  |                        |                                                                 |  |  |  |  |  |  |  |                          |
|                    |                          |  |                        |                                                                 |  |  |  |  |  |  |  |                          |
|                    |                          |  |                        | Manfréd Sicilský                                                |  |  |  |  |  |  |  |                          |
|                    |                          |  |                        |                                                                 |  |  |  |  |  |  |  |                          |
|                    | Konstancie Sicilská      |  |                        |                                                                 |  |  |  |  |  |  |  |                          |
|                    |                          |  |                        |                                                                 |  |  |  |  |  |  |  |                          |
|                    |                          |  |                        | Beatrix Savojská                                                |  |  |  |  |  |  |  |                          |
|                    |                          |  |                        |                                                                 |  |  |  |  |  |  |  |                          |